# Ivanivți, Litîn
Ivanivți (în ucraineană Іванівці) este un sat în comuna Tesî din raionul Litîn, regiunea Vinnița, Ucraina.

## Demografie
Componența lingvistică a localității Ivanivți
     Ucraineană (97,52%)
     Rusă (2,17%)
     Alte limbi (0,31%)
Conform recensământului din 2001, majoritatea populației localității Ivanivți era vorbitoare de ucraineană (97,52%), existând în minoritate și vorbitori de rusă (2,17%).